# Yoki
A Yoki (与喜) é uma indústria alimentícia brasileira fundada em São Paulo em 1990. A empresa é a sucessora da Kitano, fundada em 1960, pelo imigrante japonês Yoshizo Kitano. Após a venda de parte das linhas da Kitano no fim da década de oitenta, a família Kitano inicia a Yoki, com um nome formado pelas iniciais de Yoshizo Kitano. A Yoki produz alimentos prontos e semi-prontos, que incluem produtos à base de soja, sopas industrializadas, farinhas e farofa, salgadinhos, pipoca, dentre outros. Sua sede é localizada na cidade de São Bernardo do Campo, São Paulo.
Desde 2012, a Yoki é de propriedade da empresa estadunidense de alimentos General Mills.

## História

### 1960-2009: Início com a Kitano e criação de produtos pela Yoki
Durante a década de 1960, o imigrante japonês Yoshizo Kitano, que possuía um armazém em São Paulo e comercializava cereais, farináceos e especiarias a granel, passou a realizar vendas destes produtos já empacotados, fundando a Kitano S/A. Com isso, houve a expansão da Kitano e nos anos setenta, a empresa também passa a comercializar chás e na década de oitenta, sobremesas.
Em 1989, a Kitano foi afetada pela crise econômica e vendeu a maior parte de suas operações para a Refinações de Milho Brasil, então fabricante da marca Maizena. Dessa forma, a marca Kitano foi vendida junto com todas as linhas de chás, especiarias e sobremesas. A família Kitano, no entanto, manteve as linhas de cereais, farináceos e três fábricas. Com o dinheiro da venda, reestruturou suas operações e seis meses depois, criou a Yoki Alimentos S/A – nome formado pelas iniciais de Yoshizo Kitano – comercializando inicialmente, cereais e derivados de farinha.
Em 1996, a família Kitano compra novamente a marca Kitano, agregando-a ao portfólio de produtos da Yoki, totalizando cerca de oitenta produtos em seu catálogo. Durante a década de noventa, a Yoki expande sua linha de produtos, com lançamentos de prontos e semi-prontos como sobremesas, refrescos em pó, temperos prontos, farofa, chás e sopas, além de tornar-se a marca pioneira no lançamento da pipoca de microondas, o que colocou-a na liderança da categoria. Ao longo dos anos, mais marcas foram incorporadas como o Mais Vita, de produtos a base de soja, Yokitos, linha de salgadinhos de milho assados, Tori, de alimentação para pássaros, Lintea e Chef Line, entre outros.

### 2010-presente: Venda para General Mills e reestruturação
A partir de 2010, a Yoki passou a buscar um comprador para a empresa, devido a dificuldade de formar sucessores para seu comando. Havia uma cisão na direção, em razão dos desentendimentos entre as duas herdeiras do fundador. Em maio de 2012, a Yoki foi vendida para a empresa estadunidense de alimentos General Mills, pelo valor estimado de R$2 bilhões de reais e também assumiu uma dívida de 200 milhões.
Em julho de 2016, a Yoki fechou sua unidade na cidade de Marília, interior do Estado de São Paulo.